# Albert Heinzinger
Albert Heinzinger (* 5. Juli 1911 in Kempten; † 8. April 1992 in Utting am Ammersee) war ein deutscher Kämpfer gegen den Nationalsozialismus und späterer Maler, Zeichner und Holzschneider.

## Leben und Werk
Heinzinger kam aus einfachen Verhältnissen. Sein Vater war Schneider. Er starb früh. Die Mutter arbeitete als Köchin und Putzhilfe. Heinzingers künstlerisches Talent fiel bereits in der Schule auf. Auf Anraten seines Lehrers absolvierte er eine Lehre als Chemigraf. Danach arbeitete er in seinem Beruf in einer grafischen Kunstanstalt in München.
Er wurde Mitglied der Sozialistischen Arbeiter-Jugend und der SPD und trat dann zur Sozialistischen Arbeiterpartei Deutschlands (SAPD) über. Als der Vorsitzende der Münchner Gruppe der Partei, Fritz Vogel (* 1899; Todestag unbekannt), 1933 in die Schweiz geflohen war, übernahm Heinzinger mit vier weiteren Genossen die Leitung der Gruppe. Er hielt Kontakt mit Vogel, zu SAPD-Vorständen anderer Städte, zur illegalen Parteizentrale in Mannheim und zu weiteren antifaschistischen Kreisen im Untergrund wie der Internationale Sozialistische Kampfbund und die KPD. Er beschaffte illegales Informationsmaterial und nahm an SAPD-Aktionen wie Zettelkleben und Verteilen von Flugblättern teil. In der Folge einer Denunziation wurde Heinzinger von der Gestapo verhaftet und vom Oberlandesgericht Stuttgart am 9. Oktober 1939 wegen Vorbereitung zum Hochverrat zu zwei Jahren und vier Monaten Zuchthaus abzüglich zehn Monaten Untersuchungshaft sowie zwei Jahren und vier Monaten Ehrverlust verurteilt. Er verbüßte die Strafe zunächst im Zuchthaus  Ludwigsburg, vom 21. März 1940 bis zum 25. November 1940 im Emslandlager Walchum und vom 25. November 1940 bis zum 15. Januar 1941 in der Strafanstalt Oslebshausen. Seine vorzeitige Entlassung verdankte er einem Gesuch seiner Mutter. Er arbeitete danach wieder in seinem Beruf. Daneben betätigte er sich künstlerisch.
Von 1946 bis 1947 studierte Heinzinger bei Adolf Schinnerer an der Akademie der Bildenden Künste München. Danach arbeitete er in München und ab 1975 in Utting als freischaffender Künstler. Er gehörte zu den Gründern des Schutzverbands Bildender Künstler in der Gewerkschaft der geistig und kulturell Schaffenden Bayerns und war dessen Vorsitzender. Er war Präsident der Neuen Münchner Künstlergenossenschaft und Leiter der Gruppe Neuer Realismus, deren Mitglieder „dem herrschenden Zeitgeschmack zum Trotz gegenständlich arbeiteten.“ Heinzinger formuliert 1958 im Programm der Gruppe: „Kunst existiert nicht um ihrer selbst willen . . . Auftragslosigkeit ist ein gesellschaftlicher Notstand, keine künstlerische Tugend.“
Heinzinger schuf insbesondere Tafelbilder, Holzschnitte, Aquarellbilder, Wandbilder an öffentlichen Gebäuden und gelegentlich Karikaturen für Zeitschriften, so für Der Simpl.
Er war Mitglied der Ausstellungsleitung des Münchner Hauses der Kunst und hatte eine große Zahl von Einzelausstellungen und Ausstellungsbeteiligungen. U. a. war er regelmäßig auf der Großen Kunstausstellung München im Haus der Kunst vertreten. Als Antifaschist und dem künstlerischen Realismus verpflichtet gehörte er zu den bundesdeutschen bildenden Künstlern, die zu Ausstellungen in die DDR eingeladen wurden und deren Werke dort auch angekauft wurden.
Studienreisen führten ihn nach Frankreich, Italien, Jugoslawien, Norwegen und in die Niederlande. Mehrmals hielt er sich, z. T. mehrere Wochen, zum künstlerischen Arbeiten im Eisenwerk Maximilianshütte und in der Zeche Mansfeld auf.
Öffentliche Sammlungen erwarben Bilder Heinzingers.

## Ehrungen
- 1968: Seerosenpreis der Stadt München
- 1971: Bundesverdienstkreuz 1. Klasse

## Museen und öffentliche Sammlungen mit Werken Heinzingers (unvollständig)
- Berlin: Neue Nationalgalerie[4]
- Bochum: Deutsches Bergbau-Museum
- Chemnitz: Kunstsammlungen am Theaterplatz[5]
- Dortmund: DASA-Arbeitswelt
- München: Lenbachhaus[6]
- München: Bayerische Staatsgemäldesammlung[7]
- Nürnberg: Germanisches Nationalmuseum[8]

## Weitere Werkbeispiele

### Tafelbilder
- Im Wartesaal (um 1949, Öl)[9]
- An der Turbine (1973, Öl, 110 × 89,5 cm; DASA-Arbeitswelt, Dortmund)[10]

### Druckgrafik
- Bedrohtes Leben (um 1959, Holzschnitt)[11]

- Unter Tage (um 1962, Zyklus von Holzschnitten)
- Schlüsselkind (um 1965, Holzschnitt, 39,5 × 24,5 cm)[12]
- Bucht in Dalmatien (um 1965, Farbholzschnitt)[13]
- Kabelleger (um 1965, Holzschnitt)[14]

### Aquarell
- Fischernetze (1951, 36 × 41 cm)[15]
- Steinbruch (1951)[16]
- Am Bootssteg (1951)[17]

### Baugebundene Werke
- Voran auf neuen Gleisen (Wandbild; München, Münchner Gewerkschaftshaus)

## Ausstellungen (unvollständig)

### Einzelausstellungen
- 1959: München, Galerie Wolfgang Gurlitt (Holzschnitte)
- 1962: Bochum, Deutsches Bergbau-Museum
- 1963: München, Kunstpavillon im Alten Botanischen Garten („Albert Heinzinger. Gruppe Neuer Realismus“)
- 1963: Karl-Marx-Stadt, Städtische Kunstsammlung (Gemälde und Grafik)
- 1966: Oberhausen, Städtische Galerie im Schloss Oberhausen („Bilder aus dem Industriegebiet“, Ölbilder, Holzschnitte, Farbholzschnitte; mit Hans Körnig)
- 1969: Coburg, Coburger Kunstverein
- 1974: München, Galerie Aktueller Kunst im Osram-Haus (Ölbilder und Farbholzschnitte)
- 1981: München, Kunstpavillon im Alten Botanischen Garten (Werkschau 1945 – 1980)

### Teilnahme an Gruppenausstellungen
- 1949 und 1953: Dresden, 2. und Dritte Deutsche Kunstausstellung
- 1951/1952: Berlin, Museumsbau am Kupfergraben („Künstler schaffen für den Frieden“)
- 1958: München, Wanderausstellung, u. a. Universitätsreitschule („Künstler gegen Atomkrieg“)
- 1958: München, Haus der Kunst („Aufbruch zur modernen Kunst“)
- 1959: Berlin-Charlottenburg, Galerie in der Bismarckstraße („Engagé – Künstler, die nicht schweigen wollen“)
- 1963: Dresden, Gemäldegalerie Neue Meister („Sozialistische Gegenwartskunst und proletarisch-revolutionäre Kunst des 20. Jahrhunderts“)
- 1965: Berlin, intergrafik
- 1965: Leipzig, Internationale Buchkunst-Ausstellung
- 1976: München, Kunstpavillon im Alten Botanischen Garten, und Ahlen („Ich“. Münchner Künstler zeigen Selbstbildnisse aus verschiedenen Schaffensperioden)
- 1976: Lohr, Bildungsstätte der IG Metall („Arbeiter in der Kunst“)
- 1976: Karl-Marx-Stadt, Weimar und Berlin („Progressive Kunst. Künstler aus der BRD stellen aus“)
- 1980: Frankfurt/Main, Frankfurter Kunstverein („Zwischen Krieg und Frieden. Gegenständliche und realistische Tendenzen in der Kunst nach 45“)